# 黃永武
黃永武（1936年2月9日—），浙江省嘉善縣人。國家文學博士、教授、作家。曾任中華民國國立中興大學、成功大學文學院院長，中華民國古典文學研究會創會會長。所著《中國詩學》四冊，曾榮獲民國69年(1980年)第五屆 國家文藝獎。後以散文馳名，所著《愛廬小品》四冊，再獲第十八屆 國家文藝獎 （页面存档备份，存于）。後又以《生活美學》四冊，《黃永武隨筆》上下冊，名重中外文壇。文皆雋永深刻，哲思渾成，餘味無窮。

## 簡歷
《愛廬談心事》一書中述及黃永武先生前半生的履歷。生平工作簡歷及各著作出版年月，見於《黃永武解周易》、《好句在天涯--我怎樣寫散文》、及《我心萬古心--我怎樣做學問》之附錄<黃永武著作年曆簡表>。

### 早年生活
1936年出生後，次年抗戰爆發，黃永武隨著從事抗日工作的父親黃麟書先生，多次出入淪陷區及大後方。1946年抗戰勝利，由屯溪回上海讀小學五年級。童年種種可喜可愕的經歷，在《不識河山痛--我怎樣度童年》一書中詳述。
1950年12月自滬至香港，1951年3月抵台灣。入台南一中補習學校插班初中三年級，次年9月考入台南師範學校，畢業後在小學任教三年。當時已著有《呢喃集》與《心期》。

### 文學研究生涯與著作
1958年入東吳大學中文系，1962年入國立臺灣師範大學國文研究所。
1964年獲碩士，論文《形聲多兼會意考》由中華書局出版。1969年8月商務印書館發行其《字句鍛鍊法》初版本。
1970年11月黃永武先生獲國家文學博士，博士論文《許慎之經學》亦由臺灣中華書局出版。
1971年黃永武教授任國立高雄師範大學國文系主任兼教務長。同年七月由三民書局出版《詩心》。
1976年出版《中國詩學·設計篇·鑑賞篇》，1977年出版《中國詩學·考據篇》，其間並編《杜詩叢刊》及《杜甫詩集四十種索引》。
1977年黃永武教授任國立中興大學文學院院長。1979年出版《中國詩學·思想篇》，於次年2月獲文藝理論類國家文藝獎。是年創立中國古典文學研究會，推選為創會理事長。
1981年8月編成《敦煌寶藏》第一輯十冊。1983年文學院長任滿，赴美國康乃爾大學任訪問教授。同年9月與張高評合著之《唐詩三百首鑑賞》出版。1984年由美返國，出版《詩與美》。
1985年出版遊記散文集《載愛飛行》、文化考古論集《珍珠船》、及詩詞賞析集《抒情詩葉》。是年8月，黃永武教授往國立成功大學任文學院院長，並兼新創之歷史語言研究所所長。是年12月，《敦煌寶藏》一百四十冊編成，為世界各國大學圖書館所珍藏。
1986年《敦煌遺書最新目錄》出版。是年將《字句鍛鍊法》增訂，由洪範書店印行。1987年出版《敦煌的唐詩》，部份被譯成日文，編入《講座敦煌》。是年又出版了《讀書與賞詩》。
1988年黃永武教授返台北，在台北市立師範學院（市北師）任教，於陽明山後山之金山農場，置一工作坊，以陶淵明吾亦愛吾廬詩意，命名為愛廬。先生同時在中央日報闢《愛廬小品》專欄，中華日報闢《海角讀書》專欄，新生報闢《詩香谷》專欄，致力散文寫作。
1989年10月九歌出版之《詩林散步》，乃黃永武由學術散文轉向知性散文小品大規模呈現前夕之作。
1990年黃永武教授出版《愛廬小品》，分靈性、生活、勵志、讀書四冊，於1993年獲散文類國家文藝獎。1992年出版《詩香谷》第一集、第二集。1993年出版《愛廬談文學》。1995年出版《愛廬談心事》。1997年出版《生活美學》，分天趣、諧趣、情趣、理趣四冊。
1996年黃永武教授自市北師退休，至東吳大學任教兩年。1998年起不再任教職。同年出版《愛廬談諺詩》、《詩與情》。2000年出版《我看外星人》，有憑有據，不同於科幻。2001年出版《山居功課》。2002年洪範書店出版《字句鍛鍊法》新增版本。而於中央日報所闢之散文專欄，直寫至2006年，名為《林下小記》，文章已廣在網路傳誦。
2008年起，黃永武教授又撰就《新增本中國詩學》四冊，繼續開拓內涵，煥煥煌煌，由高雄巨流公司重新面世，徵引極廣，賞析尤精，巧思妙解，引人入勝。是年9月，洪範書局出版《黃永武隨筆》上下兩冊，將近十年的精品分輯為〈寫景〉、〈記學〉、〈說理〉、〈關情〉四輯。
2010年11月臺灣南華大學舉辦「黃永武先生學術研討會」，評述黃永武學術及散文者，計有黃慶萱、張高評、陳章錫、林慶彰、陳室如、王偉勇、王祥穎、張瑞芬、鄭定國、許建崑、李添富、林聰明等十二位教授。
2011年11月國立成功大學舉辦「文學家系列國際學術研討會」，評述黃永武散文者，計有李瑞騰、朱嘉雯、林淑貞等三位教授。李瑞騰館長評曰﹕「出之以潔淨暢達之文筆﹐創造當代學者散文之典範。」朱嘉雯教授評曰：「黃永武的治學散文筆調感性與理性兼具，而博學的根柢實為其文學的基礎。」林淑貞教授評曰：「揭示厚實真誠的隨興感會，含納古典詩文之後所吐哺出來的光華，以表現出練達人生的理趣為主，與生命特質相印合。」
2011年12月黃永武教授又撰成《黃永武解周易》，由新文豐出版，上下兩鉅冊，逾百萬字，不但校出易經原文所存的誤字，又整理出易經一貫之卦象，並將新出土的各本周易異文作詳析，引領後學跨出一大步。
2012年4月黃永武所著《好句在天涯--我怎樣寫散文》由三民書店發行，乃作者文心的自我剖解，坦誠詳盡，奇趣橫生，金針度人，境域與其他作家大不相同。
2012年9月，《愛廬小品》四冊簡體字本由大陸漓江出版社在上海發行。10月《新增本中國詩學》四冊簡體字本，由中國步印文化新世界出版社在北京發行。中國當當網及京東網站佳評如瀑雷濤雪，喧騰一時。有讀者見書中所展示的中華文化之美，如見久別重逢的慈祥父母，歡欣起舞，感動不已。
2014年6月，黃永武為酬答友朋及讀者的熱情鼓勵，公開其從事學術工程的成功經驗，將親赴學術深淵中尋覓驪龍頷珠的秘辛過程奉獻出來，將許多實證趣例，以散文隨筆的形式表現，寫成《我心萬古心--我怎樣做學問》一書，由三民書店發行。12月《詩林散步》增訂再版，由九歌出版社重排問世。
2016年撰就《不識河山痛—我怎樣度童年》。
2017年4月浙江大學出版黃永武著《敦煌文獻與文學叢考》，由鄭阿財教授編集黃永武所發表有關敦煌學之文章，諸如卷目標定、唐詩校勘、敦煌趣談等近四十篇。鄭阿財在序文中說：「黃永武《敦煌寶藏》編成，快速提昇寫卷的閱讀環境，大大改善了敦煌學的研究條件，使研究風氣大開，促使敦煌學逐漸跳脫了抓吃式、尋寶式等個別寫卷的研究方式，而步入專題式的系統整理與研究。」又說：「黃永武對敦煌唐詩的探究，開創多元的校勘方法，推論闡發詳盡，結論新穎，多所發明，展現獨特的研究風華。」
2018年以來寫還原成語真相的文章，計有調皮搗蛋、爭風吃醋、亂七八糟、馬馬虎虎、狗皮倒竈等五篇。追本探源，頗多創見。
2019年3月臺灣中華書局再版黃永武博士論文《許慎之經學》。本書曾有陳章錫教授評論其客觀成就及學術意義。四月三民書局新排再版《詩心》。是年又發表吊兒郎當、亡命之徒、李白遊阿拉斯加、楊貴妃到過美洲？ 三十六計與七十二賢等五篇文章。
2020年一月十四日廈門衛視播出(兩岸秘密檔案一台灣美學大師黃永武)，由朱嘉雯，許佩馨兩位教授評論黃永武的美學知性散文。節目由樊光耀為講述人。是年六月在文訊416期發表朱校長教我：「寫作別惹禍」。
2021年在文訊雜誌開《一生忙啥》專欄，一月號423期寫故紙堆裡找外星人，四月號426期寫三件旅遊的快心事，七月號429期寫「點飢」「片腐」憶鄉音，十月號432期寫舉筆文思萬蝶飛。
2022年2月《字句鍛鍊法‧定稿本》由洪範書店出版。此書歷經四度蛻變，重新排版，寫作費時長達五十八年，終於定稿。原為在台灣最早創作的修辭學，現則為最嶄新的一本修辭學書籍。4月正式發表〈我對南一中夜校的謝忱永不蒼老〉收入台南一中建校百年紀念集《竹園情懐》中。（同年1月21日，工商時報記者翁婉茹、葉圳轍據本文預先報導，標題為〈國學大師黃永武，南一中對他人生有重大影響〉，並刊出黃永武夫婦結婚五十週年紀念照。）9月發表〈天涯長憶慶萱兄〉於《文訊》。
2023年4月《新增本中國詩學》簡體字版，在北京發行已滿十年，此番又與高雄巨流公司完成續約延長十年。
2024年4月北京九州出版社發行黃永武的散文小品選集，定名為《大自在》《小時光》《好歡喜》《真性情》四冊。特於4月22日（世界讀書日）舉行讀書會，選摘黃永武著作中〈此生原為讀書來〉一篇作為導言，新書亦一並發行上市。
2025年4月，台北市新文豐出版公司發行散文集《謝忱》。 封面畫「梅枝曉暖，玉蝶吟飛」，寓意來自「不經一番寒徹骨，哪得梅花撲鼻香」。用金黃色的梅花，形容出早春寒冷，如數十年前，艱辛克難，但朝氣蓬勃，為美善的理想執著不移，才有今天的成果。

## 文學風格
黃永武教授著作豐富，學問淵博，情深心細，才氣縱橫。他的筆下總帶著歷史的厚度與哲思的深度，成為獨樹一格的優雅風貌。用詞遣字既有古風，又帶新意，比一般柔情感性之敘事散文，更添了知性與哲理。能將古典詩詞之美、中國文化鮮為人知之精與妙、及明清散文家之閑情與智慧，甚至古今中外的奇聞逸事、俊語諺談，盡皆融會貫通、深入淺出、淋漓盡致地呈現出來。宏觀時，家國天下﹐皆所情繫﹐氣實志定﹐詞鋒勁壯。微觀時，其筆觸將蟲鳥木石乃至繩瓶枕椅等瑣屑的題材，透過才筆的點化，像透過三稜鏡般即刻都化作七彩繽紛的虹霓。
正如逢甲大學張瑞芬教授所述，黃永武先生的小品散文，「乃是秉持中國古代傳統文人哲理與美學意境，渾厚天成的。永遠有驚奇帶給他的讀者們。」又說﹕「黃永武真正成了始於學問卻不囿於學問﹐展現自我風格的台灣當代散文名家之一。」台灣師範大學陳室如教授則說﹕「黃永武的現代散文有著極為特殊的學者風格﹐在傳統認知框架與新鮮體驗的交會之下﹐悠遊於異國山水與浩瀚知識中﹐沉澱出更為深層的人生智慧。」成功大學王偉勇教授則說﹕「黃永武將學者考據的工夫﹐運用在散文中﹐形成他的特色﹐在現代散文作家中﹐可謂絕無僅有。」各家的評述﹐可以概見黃永武散文有多方面的特色。至於其學術成就﹐評者尤眾﹐不及備載。黃永武致力發揚中華文化、會通中西的異同、傳承文人風範，屢建學術奇功。慧光照處，爆發驚人的創作活力，不愧為當代鉅匠，既是大師，也是大手筆。

## 其他
| 教育職務      | 教育職務                                                      | 教育職務      |
| ------------- | ------------------------------------------------------------- | ------------- |
| 中興大學      |                                                               |               |
| 前任： 羅雲平 | 國立中興大學文學院院長 第八、九任 1977年8月1日－1983年7月31日 | 繼任： 余玉照 |